# Senida Mesi
Senida Mesi, född 16 december 1977 i Shkodra, är en albansk politiker och ekonom som sedan september 2017 är landets vice premiärminister i Edi Ramas regering. 
Mesi är utbildad i ekonomi vid Tiranas universitet. Hon gav sig in i politiken 2015 då hon tog plats i Shkodras kommunfullmäktige. I parlamentsvalet i Albanien 2017 stod hon som kandidat i Shkodra valkrets.